# Ligne 1 du métro de Marseille
Pour les articles homonymes, voir Ligne 1 et M1.
La ligne 1 du métro de Marseille est une des deux lignes du réseau métropolitain de Marseille. Ouverte en 1977 et étendue en 1978, 1992 et 2010, elle compte 18 stations entre  La Rose et La Fourragère.
D’une longueur de 13,9 km, la ligne forme une boucle desservant le nord-est de la ville (la Rose, les Chartreux), le centre-ville (Cinq-Avenues, Vieux-Port, Préfecture) puis les quartiers est (La Blancarde, Saint-Barnabé). Elle est en correspondance avec la ligne 2 à Saint-Charles et Castellane.

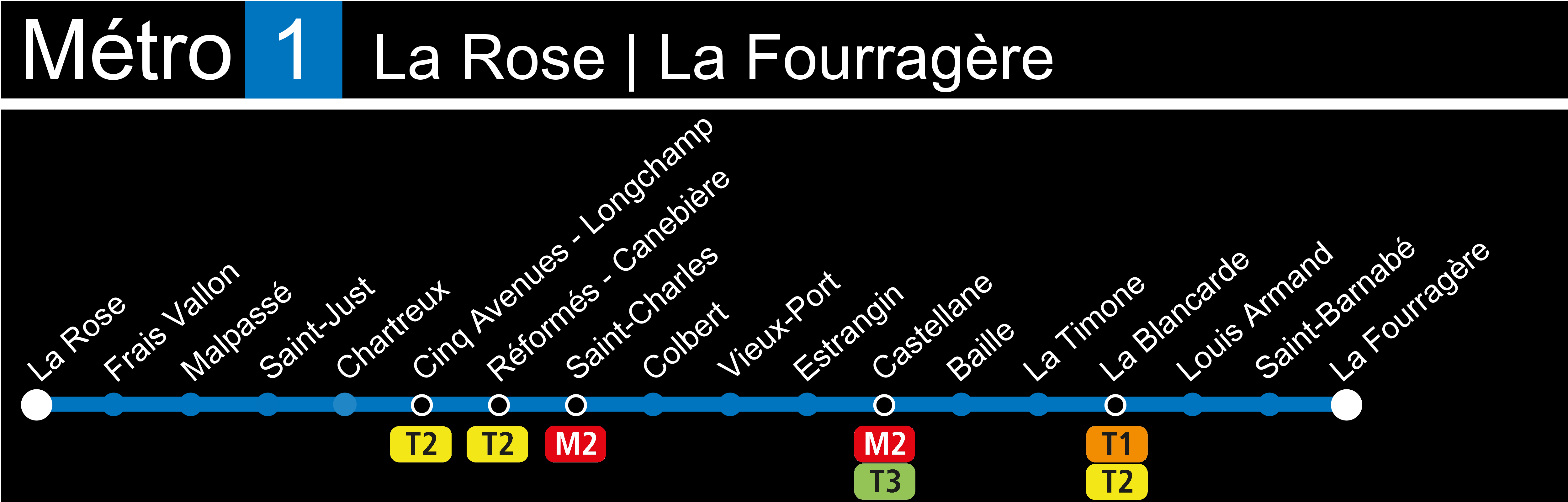
Plan de la ligne affiché sur les quais

## Historique

### Chronologie
| Date             | Évènement                                                                |
| ---------------- | ------------------------------------------------------------------------ |
| 26 novembre 1977 | Ouverture entre La Rose - Technopôle de Château-Gombert et Saint-Charles |
| 11 mars 1978     | Prolongement vers le sud entre Saint-Charles et Castellane               |
| 5 septembre 1992 | Prolongement vers l'est entre Castellane et La Timone                    |
| 5 mai 2010       | Prolongement vers l'est entre La Timone et La Fourragère                 |

### Construction
Le tracé de la ligne 1 correspond sensiblement au plan initialement proposé en 1969 d'une « ligne bleue » entre la Rose et la gare de la Blancarde. Le trajet définitif est arrêté en 1978 mais l'État, qui finance le projet à hauteur de 30 %, étale le versement de sa participation ce qui oblige à réaliser la ligne en plusieurs étapes. 
Après des retards en raison notamment de problèmes de financement auprès de l'État, les travaux démarrent le 13 août 1973,. Le 26 novembre 1977 le premier tronçon de la ligne, entre La Rose et Saint-Charles est inauguré en grande pompe par Gaston Defferre,. La totalité de la ligne est mise en service le 11 mars 1978.
En 1992, la ligne 1 est prolongée depuis la station Castellane jusqu'à la station La Timone, permettant la desserte du complexe hospitalier et universitaire de la Timone.
Le 5 mai 2010, la ligne 1 est prolongée de 2,5 kilomètres entre la Timone et la Fourragère,,. Ce prolongement, intégralement souterrain, dessert quatre nouvelles stations et il s'agit du premier tronçon de ligne du réseau marseillais à avoir été construit à l'aide d'un tunnelier.

## Tracé et stations

### Tracé
Long de 12,9 km, le tracé démarre de la station La Rose - Technopôle de Château-Gombert où se trouvent en amont le dépôt de la Rose ainsi que l’unique atelier de maintenance du métro marseillais. La ligne emprunte le viaduc de La Rose, traverse le quartier éponyme et, après un passage sur le Jarret, descend en tranchée couverte pour passer sous l’avenue Jean-Paul Sartre puis ressort à l’air libre à l’approche de la cité Frais-Vallon desservie par la station Frais Vallon située sur le terre-plein central de cette même avenue qui passe alors en voie rapide à partir de là. 

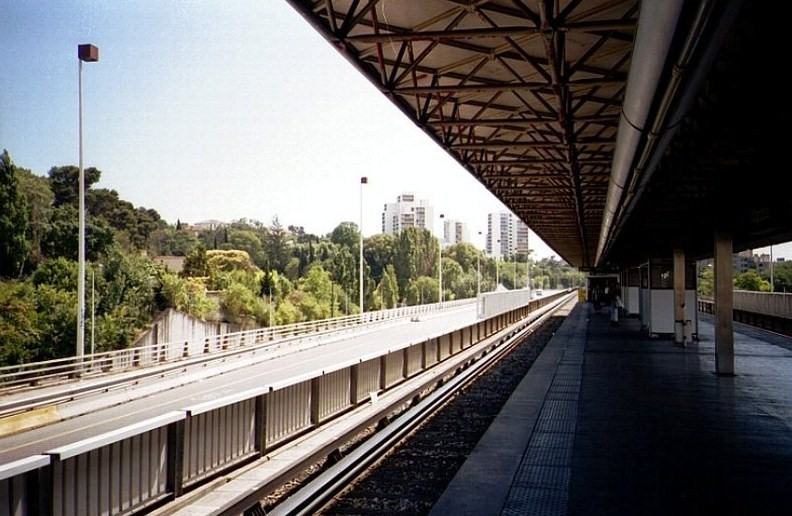
Station Malpassé

Ensuite, tout en longeant cette même voie rapide entre ses deux chaussées, la ligne poursuit son tracé aérien vers le sud-ouest en passant sous les viaducs de l’échangeur de Frais-Vallon et de la rocade L2 et, à partir d’un passage sous une passerelle piétonne, les voies de la ligne se séparent pour desservir l’unique quai central de la station Malpassé. Le tracé se poursuit sur deux viaducs séparés au-dessus du parking de la station puis les deux voies se réunissent. La ligne descend en tranchée couverte pour passer sous la chaussée ouest de la voie rapide puis en ressort, passe sous les ponts des bretelles et du boulevard Barry et arrive à la station Saint-Just - Hôtel du Département mi-aérienne mi-souterraine car elle est située en partie sous l’hôtel du département des Bouches-du-Rhône.

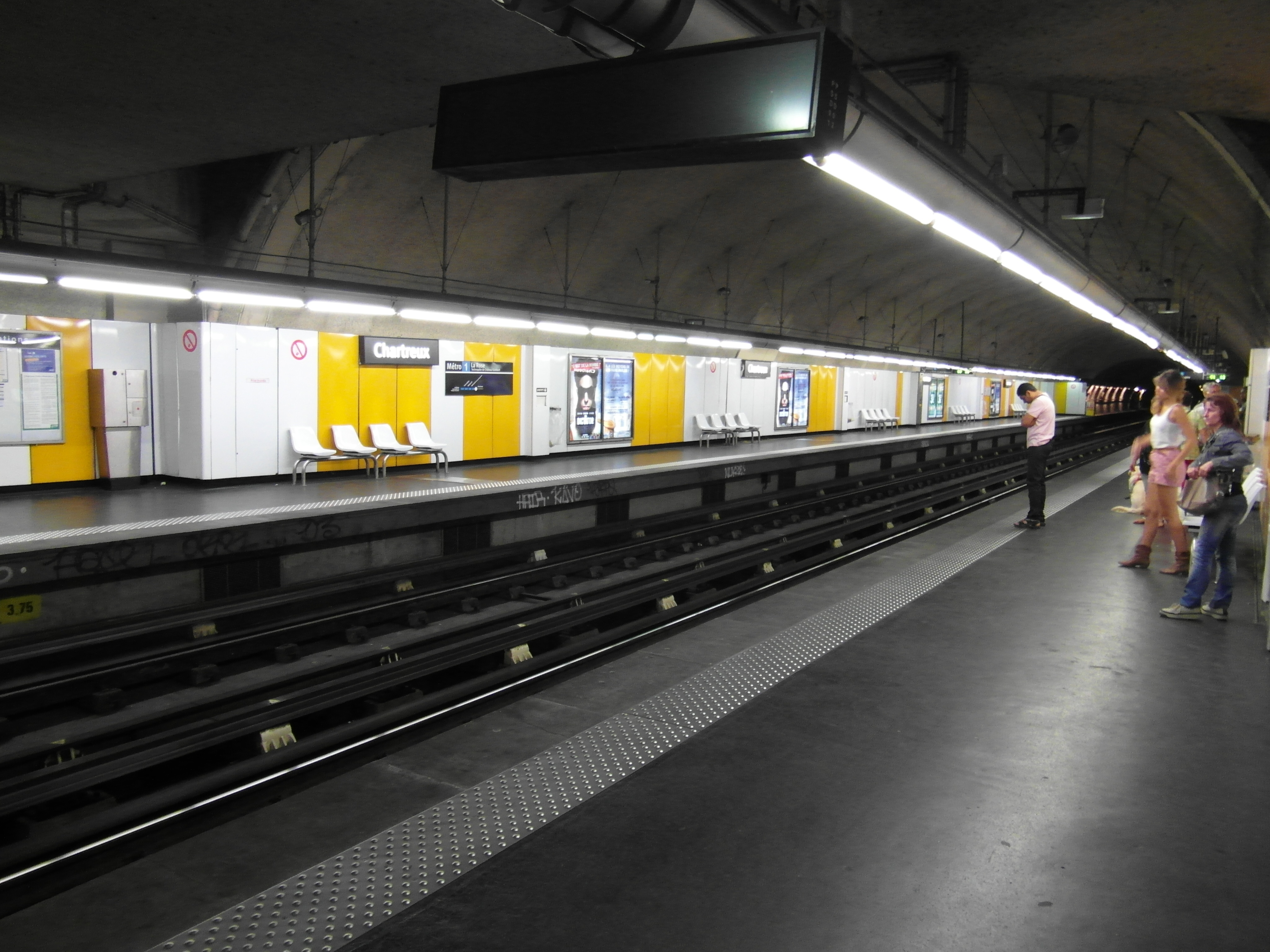
Station Chartreux

La ligne descend ensuite en tunnel souterrain par une longue et lègère descente en ligne droite sous le boulevard de la Fédération et l’église des Chartreux pour arriver à la station Chartreux située place Edmond-Audran dans le quartier des Chartreux. La ligne passe ensuite en ligne droite sous l’avenue des Chartreux puis, 300 m plus loin, les voies se séparent en deux tubes à hauteur des voies de la ligne de Marseille à Vintimille puis les deux tubes passent sous la rue Lacépède puis desservent Cinq-Avenues - Longchamp au niveau du boulevard du Jardin-Zoologique où la ligne fait correspondance avec la ligne 2 du tramway dont l’arrêt se situe sur l’avenue du Maréchal-Foch à environ 300 m. Elle passe ensuite sous le parc du palais Longchamp et traverse en souterrain le boulevard éponyme ainsi que les voies de la ligne 2 du tramway pour arriver au cours Joseph-Thierry où se situe Réformés-Canebière et faire une nouvelle fois correspondance avec cette même ligne de tramway.

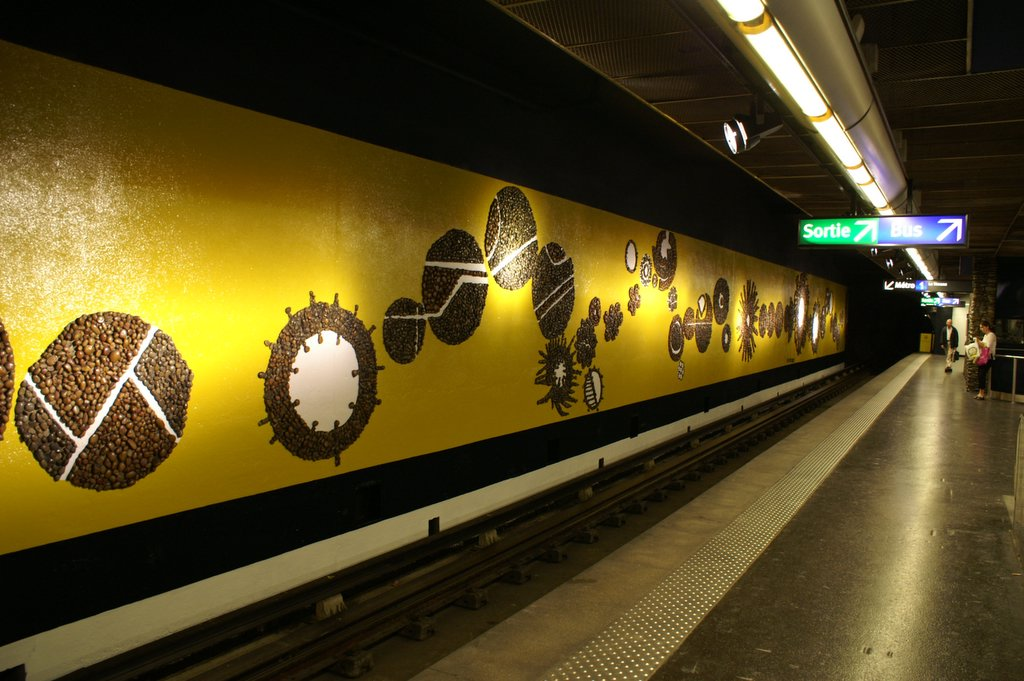
Station Vieux-Port - Hôtel de Ville

La ligne oblique vers le nord-ouest en passant sous le quartier du Chapitre, passe au-dessus des voies de la ligne 2 du métro puis les croise à la station Saint-Charles située sous la gare éponyme qui permet la correspondance et le raccordement entre les deux lignes par des voies intermédiaires puis, après la station, se sépare de la ligne 2. Toujours en section bitube, la ligne effectue une courbe sous le boulevard Charles-Nédelec puis passe près d’une voie de service qui, à l’époque de l’inauguration de la ligne en 1977, permettait aux rames d’effectuer un retournement d’une voie à l’autre et arrive à la station Colbert - Hôtel de Région située sous la rue Sainte-Barbe. Elle passe sous les voies des lignes 2 et 3 à hauteur de la rue Colbert puis sous les immeubles jouxtant la rue Henri-Barbusse pour arriver à la station Vieux-Port - Hôtel de Ville sous le Vieux-Port. Elle continue vers le sud en passant sous le quartier de l’Opéra et arrive à Estrangin-Préfecture, elle passe ensuite sous la rue Paradis puis effectue un virage à 90 degrés vers l’est à hauteur de la rue Sainte-Victoire. Les deux voies de la ligne se réunissent, passent au-dessus des voies de la ligne 2 du métro et la ligne dessert Castellane pour permettre de faire correspondance avec cette même ligne ainsi qu’avec la ligne 3 du tramway.
La ligne poursuit son tracé vers l’est en passant en ligne droite sous le boulevard Baille en desservant, à hauteur de la rue des Vertus, la station Baille qui dessert le quartier de Baille ainsi que l’hôpital de la Conception. Elle continue à l’est en passant sous ce même boulevard puis oblique vers le nord-est à hauteur de la rue Bravet puis passe sous le boulevard Jean-Moulin où se trouve la station La Timone qui dessert principalement l’hôpital de la Timone. 

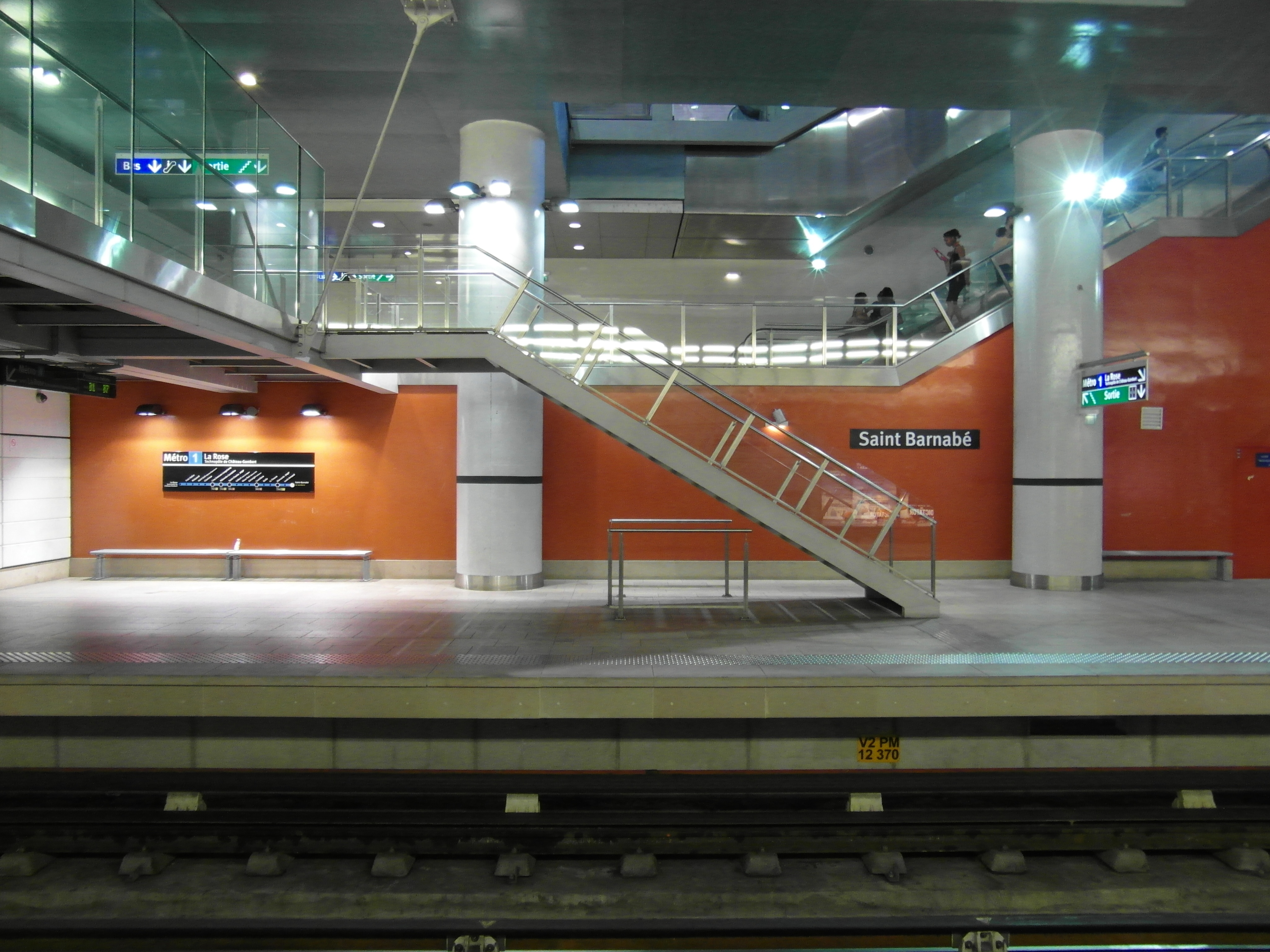
Station Saint-Barnabé

La ligne continue vers le nord-est en passant sous l’hôpital ainsi que le quartier de Saint-Pierre puis arrive à La Blancarde où elle fait correspondance avec les lignes 1 et 2 du tramway et les trains à la gare de la Blancarde, elle passe ensuite sous les voies ferrées puis sous les immeubles résidentiels jouxtant l’avenue d’Haïti puis arrive à Louis Armand à hauteur du boulevard éponyme. Elle passe ensuite sous les villas du quartier de Saint-Barnabé et arrive au cœur du quartier pour desservir Saint-Barnabé. Elle trace ensuite vers l’est sous le boulevard Gassendi pour arriver au terminus La Fourragère à proximité de la rocade L2 et du quartier éponyme où le tracé se termine immédiatement en l’absence d’arrière-gare, l’interstation en amont permet aux rames de changer de voie et la station terminus sert de retournement sur ses deux voies.

### Liste des stations
Les stations de la ligne sont présentées du nord-est au sud-est :

|  |   |  | Stations                              | Arrondissement | Correspondances |
|  | - |  | ------------------------------------- | -------------- | --- |
|  | ■ |  | La Rose Technopôle de Château Gombert | 13e            | Ligne 62 Ligne 63 · Parc relais |
|  | • |  | Frais Vallon                          | 13e            | Ligne B4 · Parc relais |
|  | • |  | Malpassé                              | 13e            | Autobus de Marseille · Ligne 37 · Ligne 38 · Ligne 39 |
|  | • |  | Saint-Just Hôtel du département       | 13e            | Parc relais |
|  | • |  | Chartreux                             | 4e             | Autobus de Marseille · Ligne 6 · Ligne 42 · Ligne 42T · Ligne 67 · Ligne 72                                                                                                 |
|  | • |  | Cinq-Avenues - Longchamp              | 4e             | Tramway de Marseille · Ligne 2 du tramway de Marseille · Autobus de Marseille · Ligne 6 · Ligne 7 · Ligne 7B · Ligne 42 · Ligne 42T · Ligne 81 · Ligne 88 · Bus de nuit 582 |
|  | • |  | Réformés - Canebière                  | 1er            | N2 |
|  | • |  | Saint-Charles                         | 1er            | N2 C8 33 34 48 50 51 53 64 88 89 91 6567686994 Saint-Charles |
|  | • |  | Colbert Hôtel de région               | 1er            | N2 |
|  | • |  | Vieux-Port Hôtel de ville             | 1er            | N1 N2 |
|  | • |  | Estrangin Préfecture                  | 6e             | N1 |
|  | • |  | Castellane                            | 6e             | N1 M06 78 79 100 102 |
|  | • |  | Baille                                | 5e             | N1 |
|  | • |  | La Timone                             | 5e             | N1 Parc relais |
|  | • |  | La Blancarde                          | 4e             | Parc relais Blancarde |
|  | • |  | Louis Armand                          | 12e            | Parc relais |
|  | • |  | Saint-Barnabé                         | 12e            | Autobus de Marseille · Ligne 7 · Ligne 7B · Ligne 9 · Ligne 10 · Ligne 67 · Bus de nuit 509                                                                                 |
|  | ■ |  | La Fourragère                         | 12e            | Ligne B4 Ligne 107 · 240 · Parc relais |

### Intermodalité
La ligne 1 offre des correspondances directes avec la ligne 2 du métro aux stations Saint-Charles et Castellane, avec les trois lignes de tramway aux stations Cinq-Avenues - Longchamp (T2), Réformés - Canebière (T2), Castellane (T3) et La Blancarde (T1 & T2) et elle offre aussi une correspondance avec les trains SNCF aux stations Saint-Charles (TER, Intercités & TGV) et La Blancarde (TER & Intercités). Elle permet également la correspondance directe avec les lignes de bus à haut niveau de service B1 à la station Castellane, les lignes B3A et B3B respectivement aux stations Malpassé et La Rose - Technopôle de Château-Gombert ainsi que la ligne B4 (actuellement en construction) aux stations Frais-Vallon et La Fourragère. Elle offre aussi, outre une connexion directe avec de nombreuses lignes de bus RTM à chacune de ses stations, une correspondance à distance avec les nombreuses lignes de bus de journée et de soirée qui font terminus au pôle d’échanges Canebière (Bourse) ainsi que les deux lignes de nuit N1 et N2 à la station Vieux-Port - Hôtel de Ville. Elle est aussi connectée aux lignes d’autocars C8 et M06 du réseau Transmétropole respectivement aux stations Saint-Charles et Castellane, les lignes lecar aux stations Saint-Charles, Castellane et La Fourragère ainsi qu’aux lignes Zou ! à la gare routière de Saint-Charles.